# Valhermoso
Valhermoso – gmina w Hiszpanii, w prowincji Guadalajara, w Kastylii-La Mancha, o powierzchni 29,09 km². W 2011 roku gmina liczyła 39 mieszkańców.